# Rifugio alpino

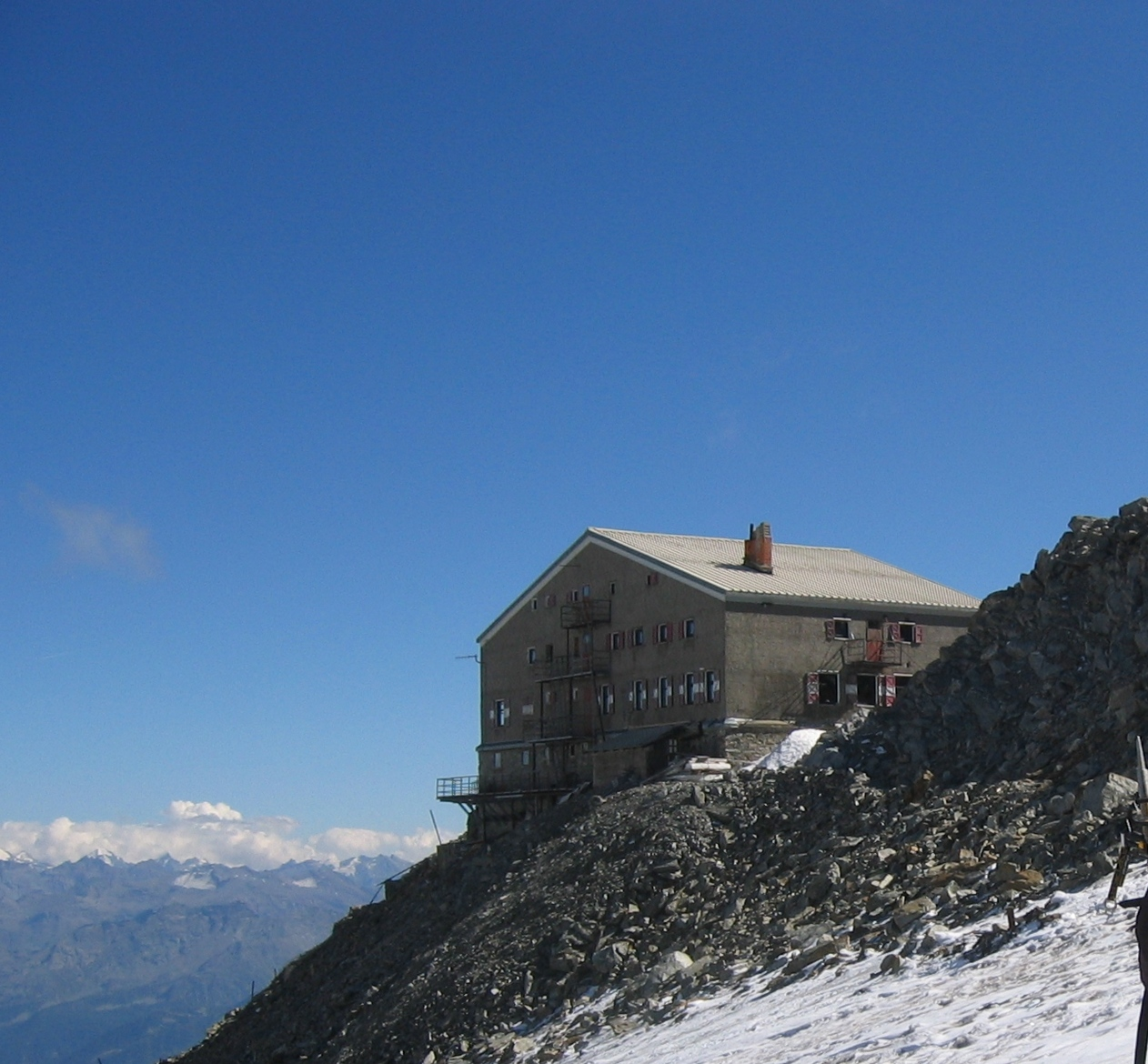
Esempio di rifugio alpino: il rifugio Torino.

Un rifugio alpino (oppure rifugio di montagna) è un edificio collocato in zone montane, di solito lontano dai centri abitati, destinato a ospitare gli alpinisti e gli escursionisti che frequentano la montagna. Dispone di solito di servizi alberghieri di base: bagni, cucina, stanze da letto e sale da pranzo per vitto e alloggio.

## Caratteristiche

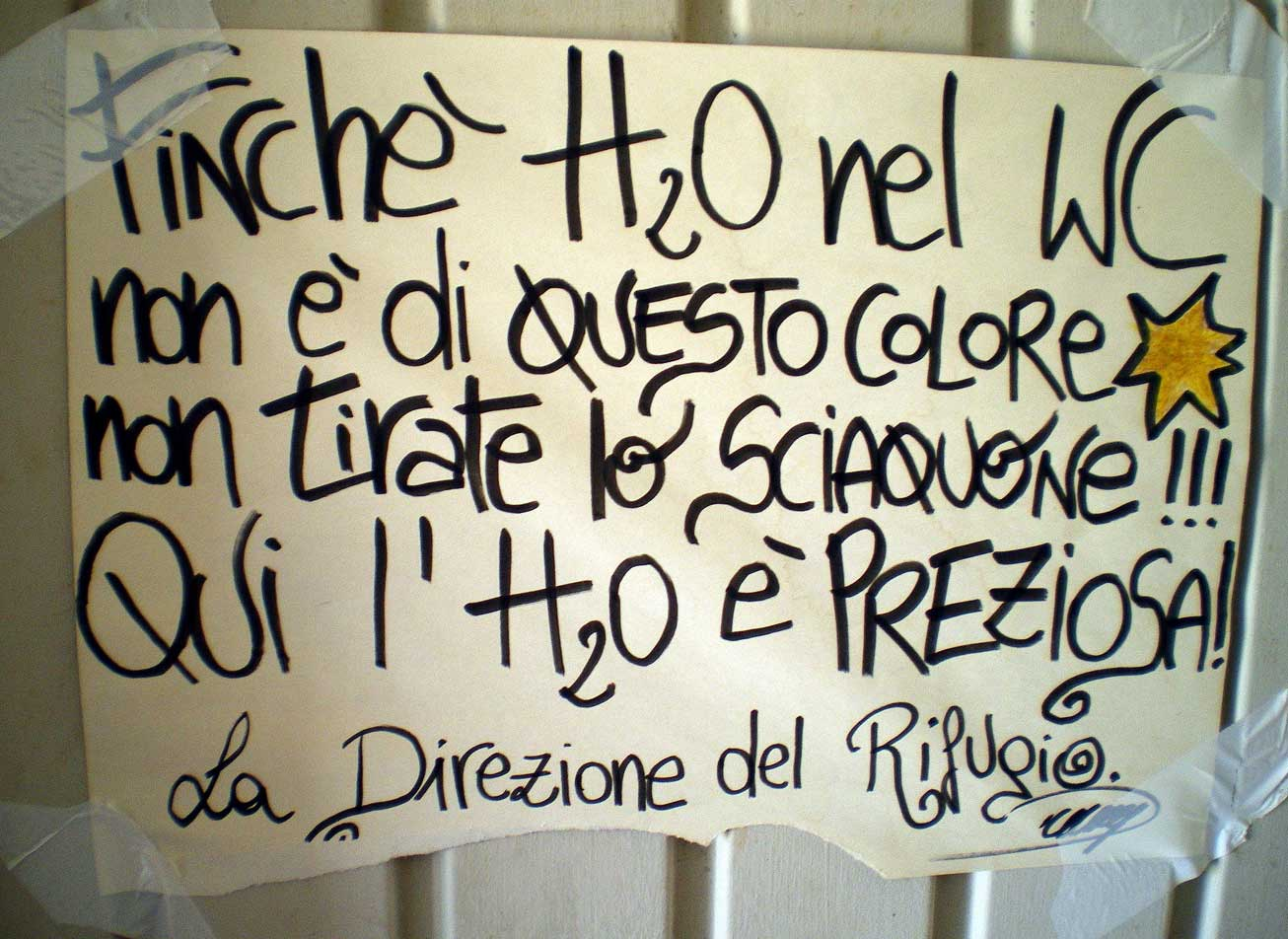
Il razionamento dell'acqua è un tipico disagio dei rifugi alpini.

I rifugi alpini sono nati per aiutare i viandanti che in passato attraversavano le Alpi e avevano bisogno di luoghi dove trascorrere la nottata e rifugiarsi in caso di condizioni meteorologiche avverse. In particolare oggi sono usati come punto d'appoggio per sicurezza, pernotto, o per rifocillarsi, da alpinisti o escursionisti che pianificano di percorrere lunghi itinerari, che richiedono magari più giorni.
Per poter trascorrere la notte è spesso richiesto l'utilizzo di un saccolenzuolo o di un sacco a pelo personali, per motivi igienici, in quanto coperte e materassi non vengono lavati regolarmente.
Negli ultimi decenni con lo sviluppo del turismo di montagna molti rifugi sono diventati piccoli alberghi che, pur offrendo in molti casi solo servizi essenziali, ospitano non solo alpinisti ed escursionisti, ma anche turisti desiderosi di consumare un pasto durante una breve gita in montagna o durante una giornata passata sugli sci.
Molti rifugi nelle Alpi hanno all'interno stesso della struttura, o nelle vicinanze, un apposito locale invernale, che permette all' escursionista di avere un posto per rifugiarsi e/o pernottare anche nella stagione invernale, ovvero quando il rifugio è solitamente chiuso.
Il rifugio è, generalmente, di proprietà del Club Alpino della nazione in cui è collocato; per esempio, in Italia, la maggior parte dei rifugi sono proprietà del Club Alpino Italiano, e alcuni dell'Associazione Nazionale Alpini.

## Storia

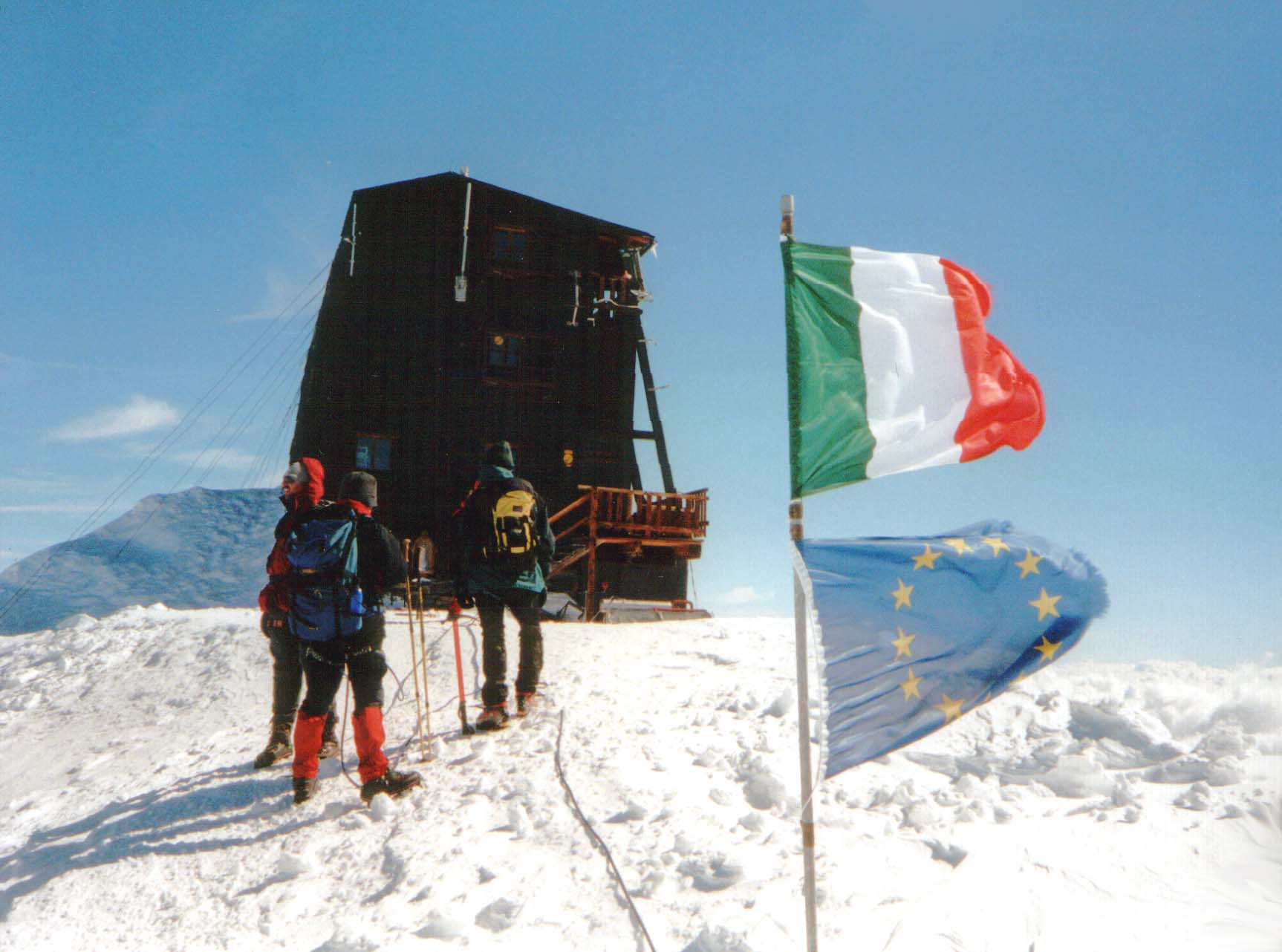
Capanna Regina Margherita

L'origine dei rifugi può essere fatta risalire agli antichi "xenodochi", "hospitia" o "hospitali" che davano accoglienza ai pellegrini medievali.
L'origine del concetto moderno di rifugio alpino viene generalmente fatto coincidere con la costruzione della Capanna Vincent sul versante meridionale del Monte Rosa nel 1785 come appoggio per le miniere d'oro, e alla costruzione nel 1851 da un ricovero per osservazioni scientifiche al Colle Indren. Il più antico rifugio costruito a fini escursionistici fu invece il rifugio Alpetto costruito nel 1866 sul Monviso, attivo fino al 1905 e oggi sostituito da una struttura moderna, mentre il più antico rifugio d'Italia tuttora in attività è il rifugio Giuseppe Garibaldi sul Gran Sasso.
L'Italia vanta il più alto rifugio alpino d'Europa: è la capanna Regina Margherita (4559 m s.l.m.), costruita nel 1893 e situata sulla punta Gnifetti del Monte Rosa (questo rifugio è proprietà della sede centrale del CAI, ma è in gestione alla sezione di Varallo Sesia).

## Denominazione

### Rifugio o capanna

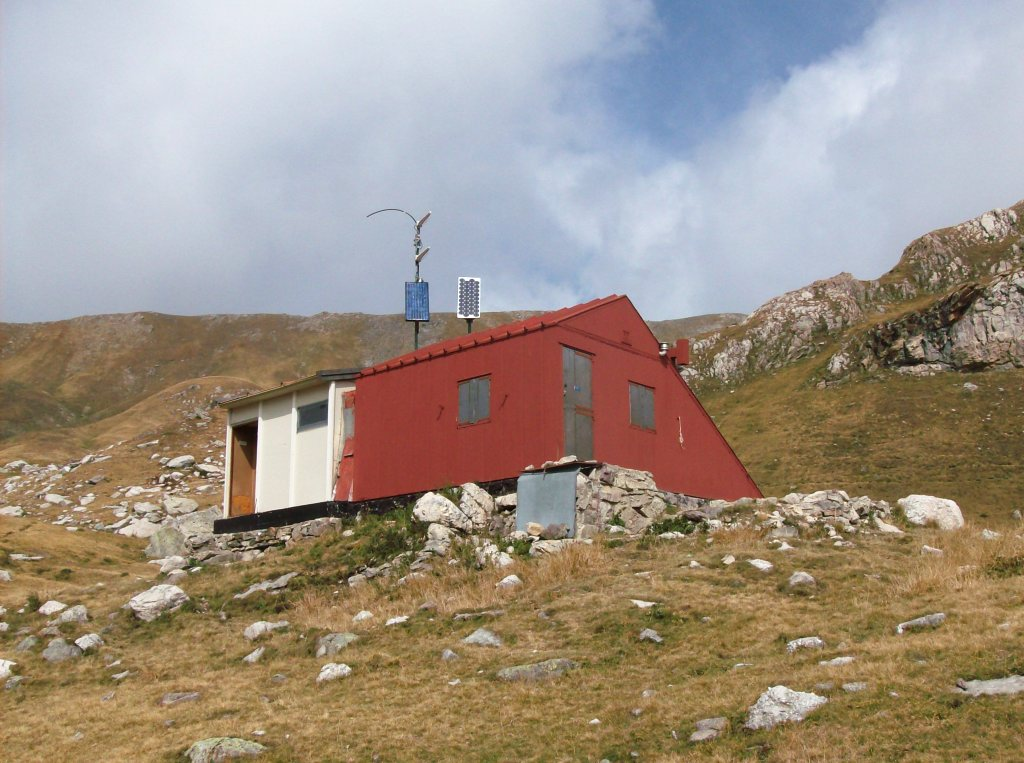
Capanna Saracco-Volante

Nella Svizzera italiana e nella zona delle Alpi Pennine settentrionali si indicano le strutture qui descritte con il termine capanna mentre, con il termine rifugio, si intendono strutture più spartane, normalmente molto più piccole, che comunque offrono all'escursionista un tetto per ripararsi dalle intemperie e un tavolo, una cucina, e un giaciglio al coperto.

### Capanna speleologica
In alcune regioni si intende con capanna speleologica un rifugio dedicato esclusivamente all'attività speleologica. Esempi di questo tipo di rifugio sono la capanna Morgantini e la capanna Saracco-Volante nel massiccio del Marguareis in Piemonte.

### Bivacco
Con il termine bivacco si intende invece un rifugio alpino di dimensioni e funzionalità ridotte, previsto quasi esclusivamente per il pernotto o la protezione da intemperie, con al più altri servizi base di vitto e telecomunicazione. Non è prevista la presenza di un gestore.

## Classificazione
I rifugi vengono in genere classificati secondo vari parametri: altezza, dislivello da superare a piedi per raggiungerlo, servizi offerti, ecc.

### Classificazione dei rifugi italiani
Il regolamento del Club Alpino Italiano prevede la suddivisione dei rifugi in 5 categorie:
| Categoria | Descrizione |
| --------- | --- |
| A         | Rifugi raggiungibili con strada rotabile o comunque in prossimità di questa |
| B         | Rifugi raggiungibili con altro mezzo meccanico di pubblico servizio (escluse le sciovie) o comunque in prossimità di questo |
| C, D, E   | Rifugi non ricadenti nelle precedenti categorie; l'appartenenza all'una o all'altra di queste categorie è legata alla quota del rifugio, alla difficoltà di accesso, e al metodo con cui vengono effettuati i rifornimenti. La categoria C è ulteriormente suddivisibile in sottocategorie. |

Il regolamento stabilisce altresì che questa classificazione ha valore solo all'interno del CAI stesso.
Alcune legislazioni regionali (ad esempio, Piemonte e Emilia-Romagna) prevedono una suddivisione ulteriore in rifugi escursionistici (corrispondenti alla categoria A) e rifugi alpini (corrispondenti alle categorie B, C, D e E). In particolare, il rifugio escursionistico è una struttura situata in luoghi favorevoli alle escursioni, anche in prossimità di centri abitati, e di facile raggiungibilità con normali mezzi meccanici, mentre il rifugio alpino è situato in zone isolate di montagna, raggiungibili mediante sentieri, mulattiere, ecc.
La regione Piemonte, comunque, mantiene anche una suddivisione più dettagliata, analoga alla suddivisione dei rifugi, maggiormente definita nelle caratteristiche di appartenenza:
| Tipo                   | Categoria | Descrizione |
| ---------------------- | --------- | --- |
| Rifugi escursionistici | A         | raggiungibili con strada rotabile                                                                                       |
| Rifugi alpini          | B         | raggiungibili con mezzo meccanico di risalita esclusa sciovia                                                           |
| Rifugi alpini          | C         | rifugi non compresi nelle precedenti categorie, con dislivello di accesso rispetto al fondo valle inferiore a 800 metri |
| Rifugi alpini          | D         | come rifugi C, ma con dislivello di accesso compreso tra 800 e 1.400 metri rispetto al fondo valle                      |
| Rifugi alpini          | E         | come rifugi C, ma con dislivello di accesso superiore a 1.400 metri dal fondo valle                                     |

Anche la provincia autonoma di Trento introduce una distinzione tra rifugio alpino e rifugio escursionistico. Secondo questa distinzione, un rifugio si può classificare come escursionistico se si verifica almeno una delle seguenti condizioni:
1. accesso tramite strada aperta al traffico ordinario, anche solo in limitati periodi dell'anno
2. dimensione dei locali adibiti a camera con adeguata densità di posti letto uguale o superiore a 10 m³ di aria per posto letto
3. percentuale di posti in camere fino a 4 posti letto uguale o superiore al 50% della capienza complessiva
4. presenza di camere con servizi igienici interni (bagno in camera)
5. prevalenza di servizi dedicati agli escursionisti nei rifugi prossimi agli impianti a fune o alle piste di sci, confermata da una valutazione espressa dalla Conferenza provinciale per il patrimonio alpinistico.[16][17][18]

## Galleria d'immagini

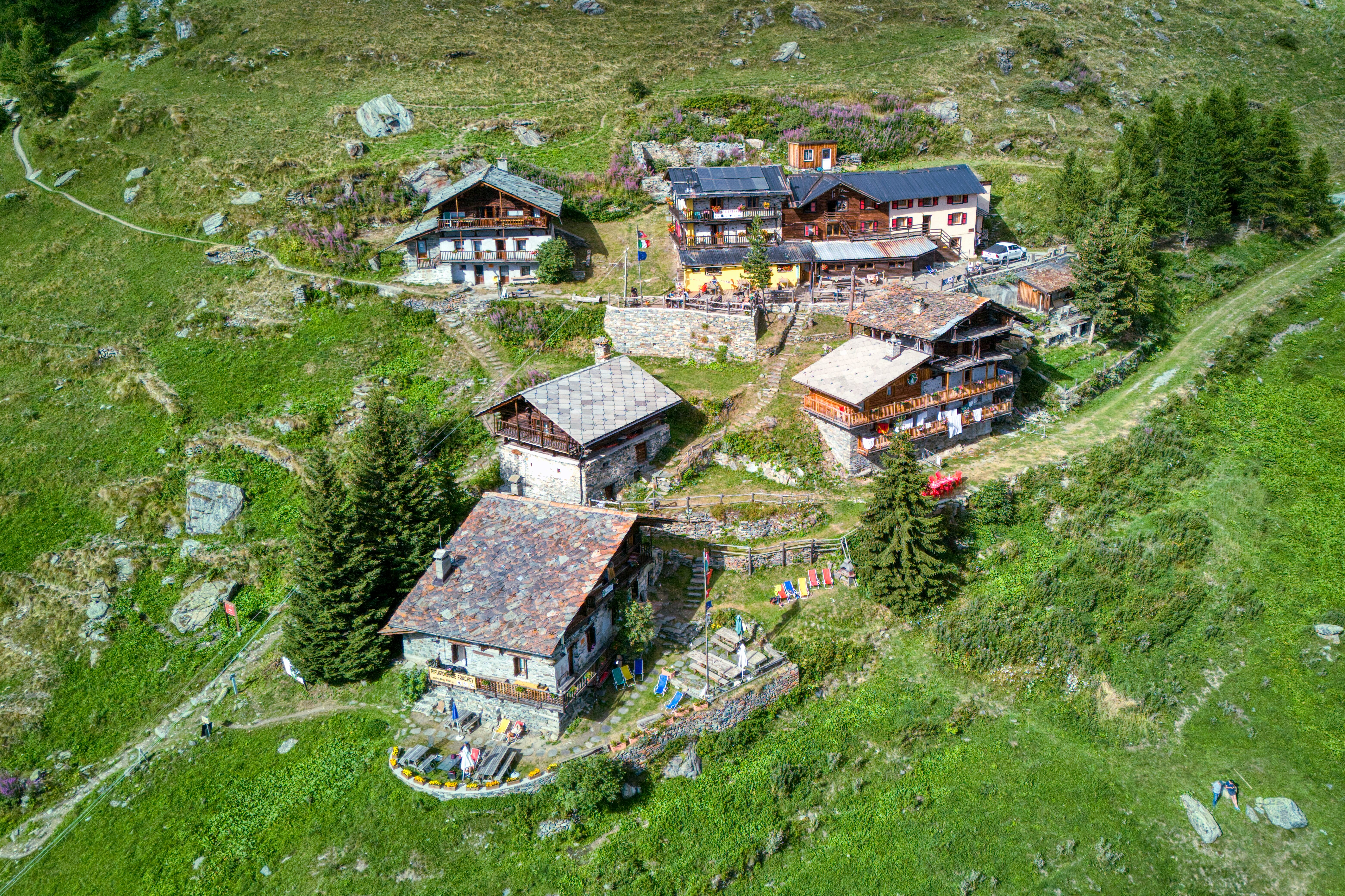
Il Rifugio Ferraro.
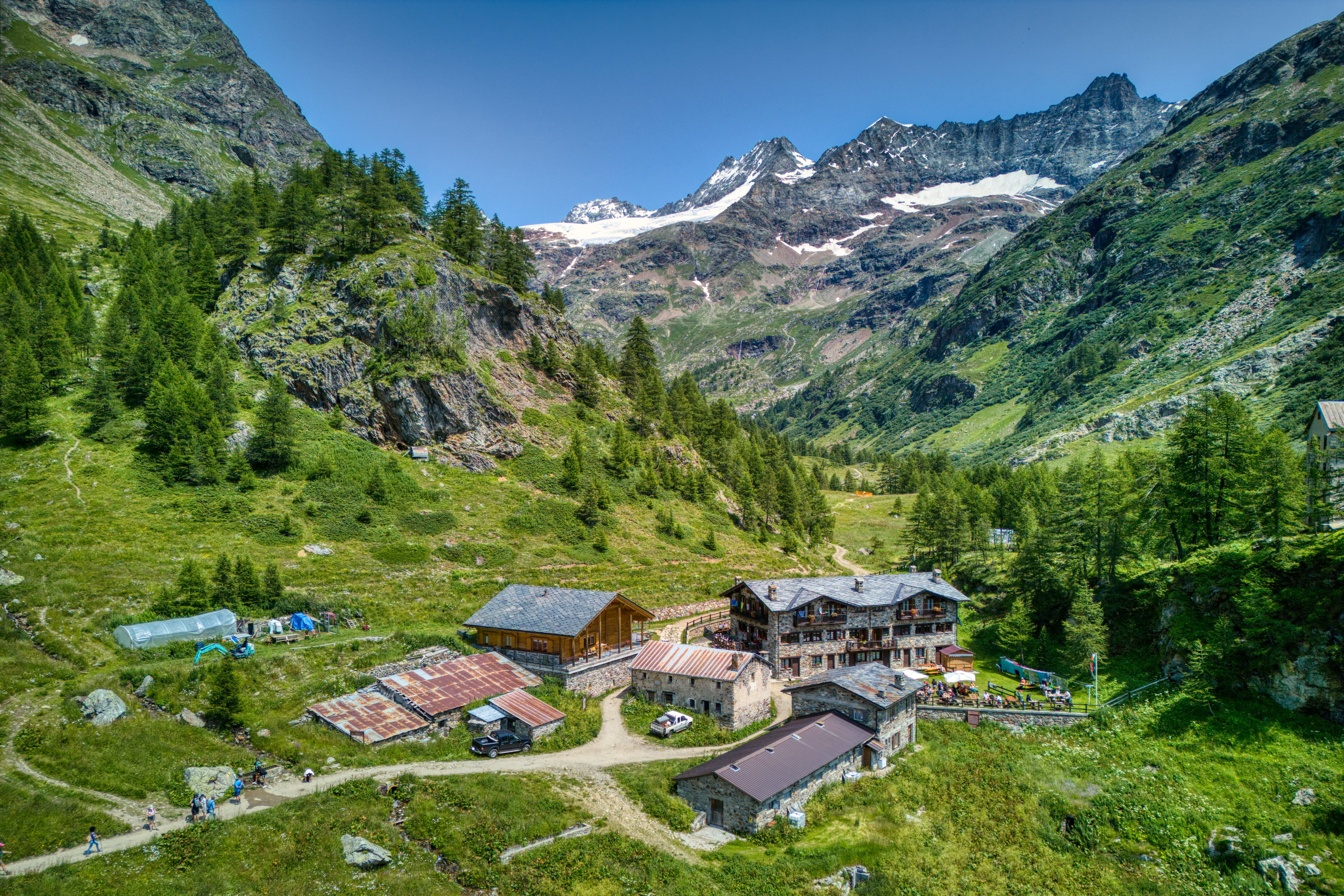
Il Rifugio Prarayer.
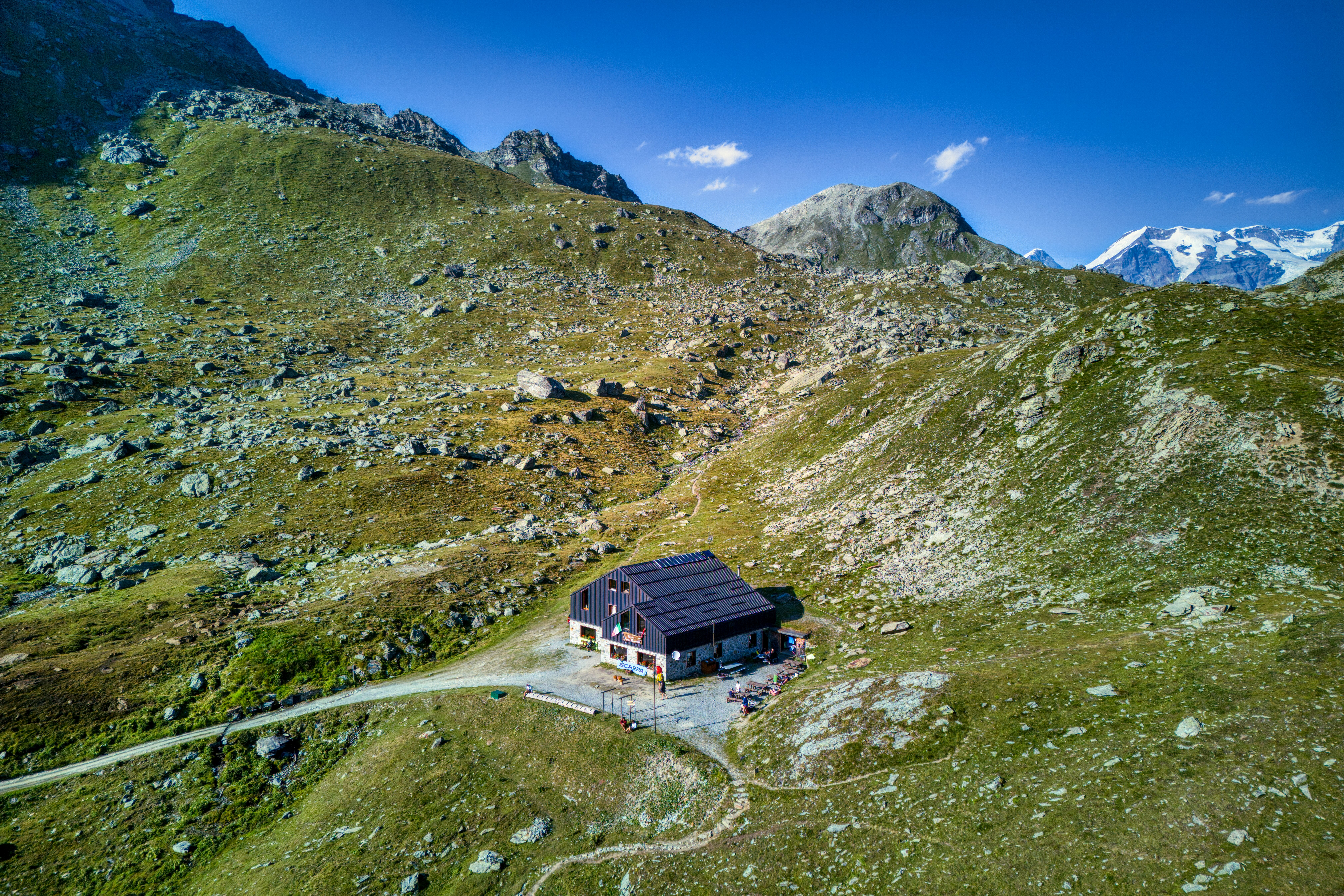
Il Rifugio Grand Tournalin.
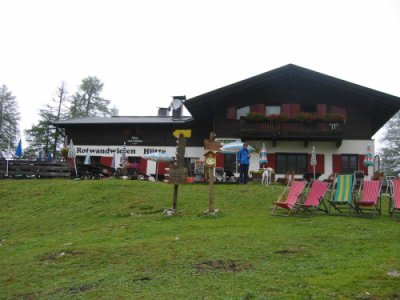
Il rifugio Prati di Croda Rossa.
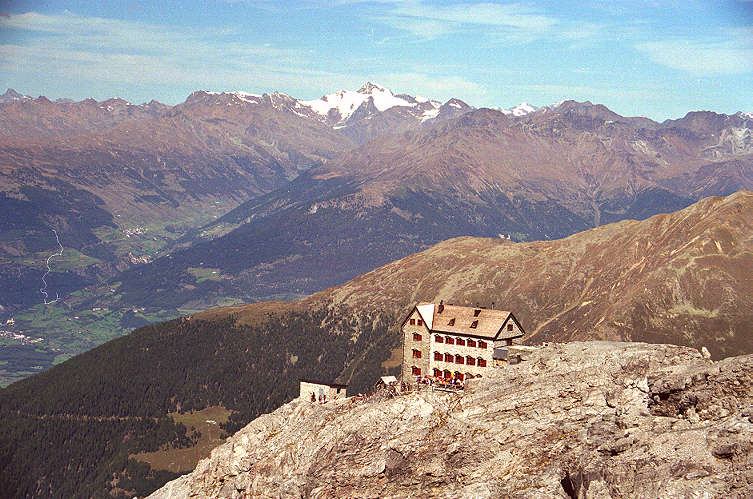
Il rifugio Payer.
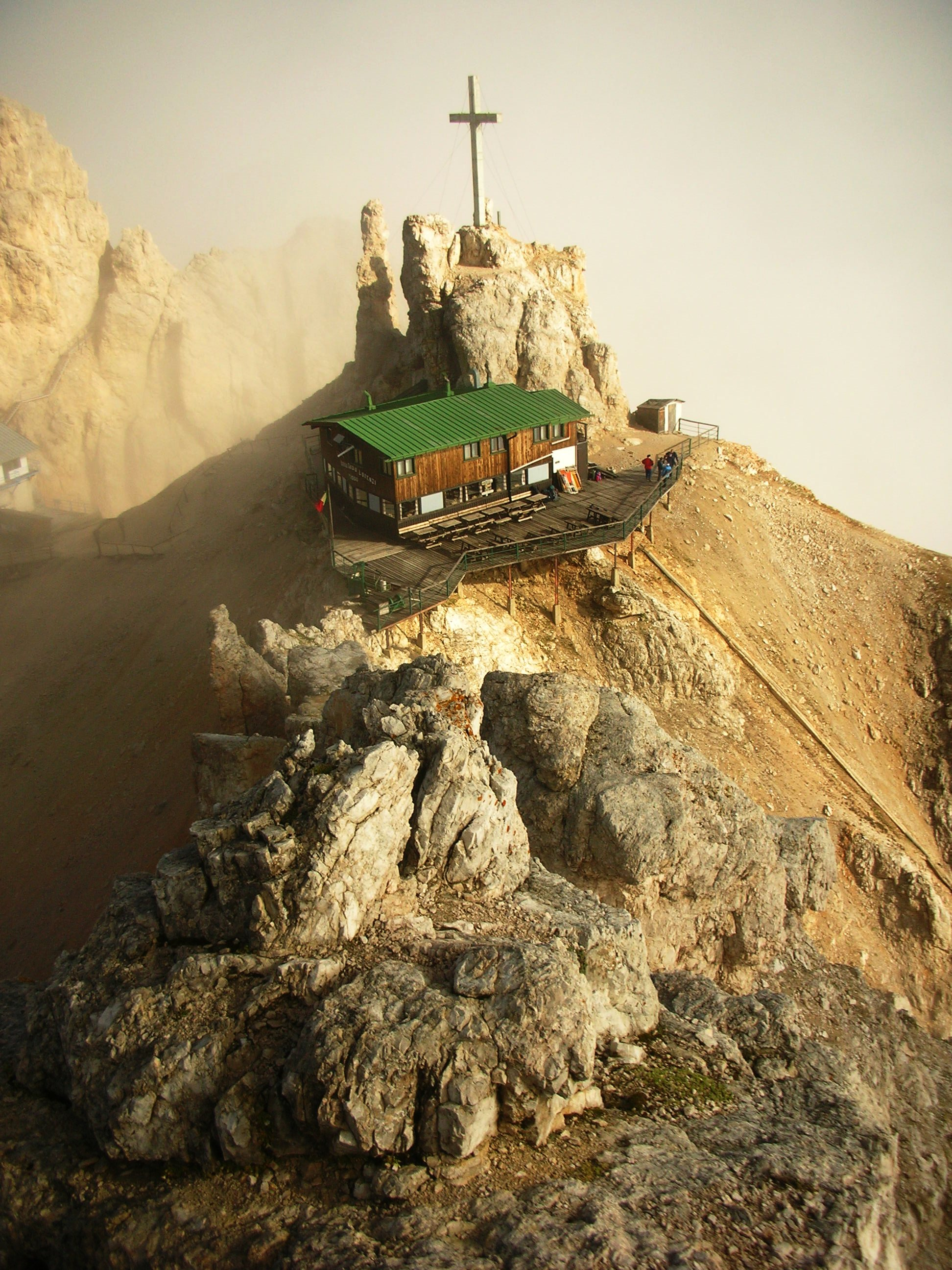
Il rifugio Guido Lorenzi.
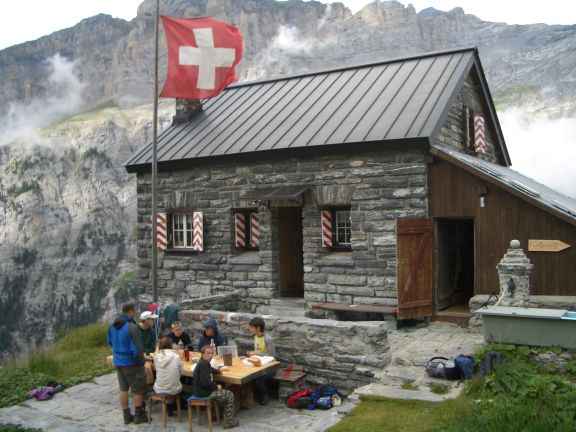
Capanna Balmhorn, Svizzera.
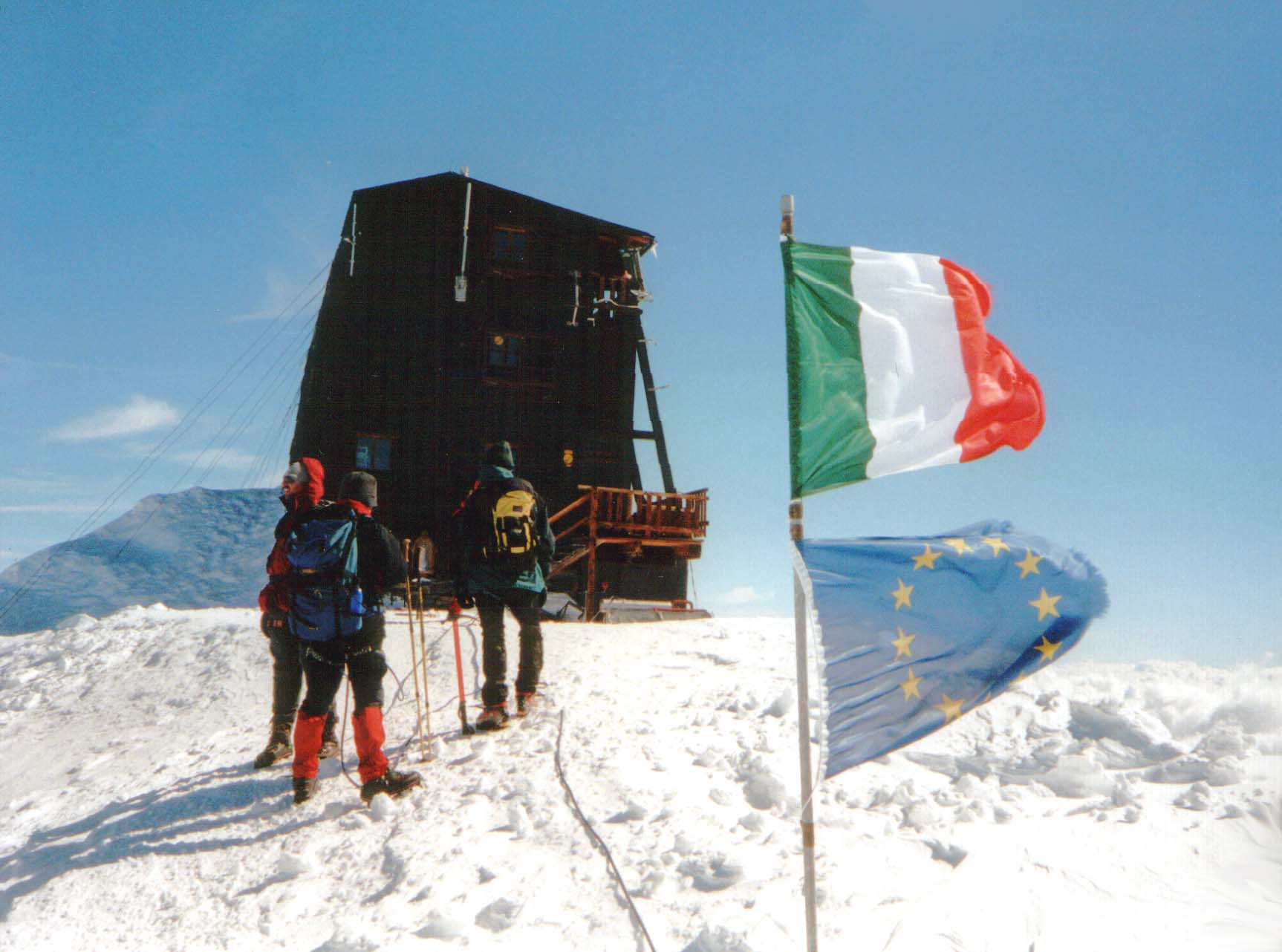
La capanna Regina Margherita.
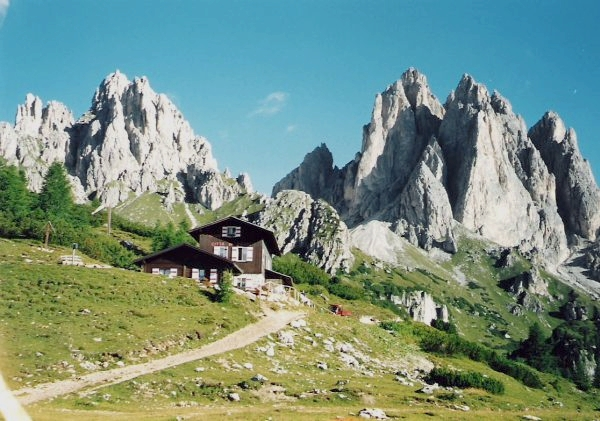
Il rifugio Città di Carpi, nei Cadini di Misurina.
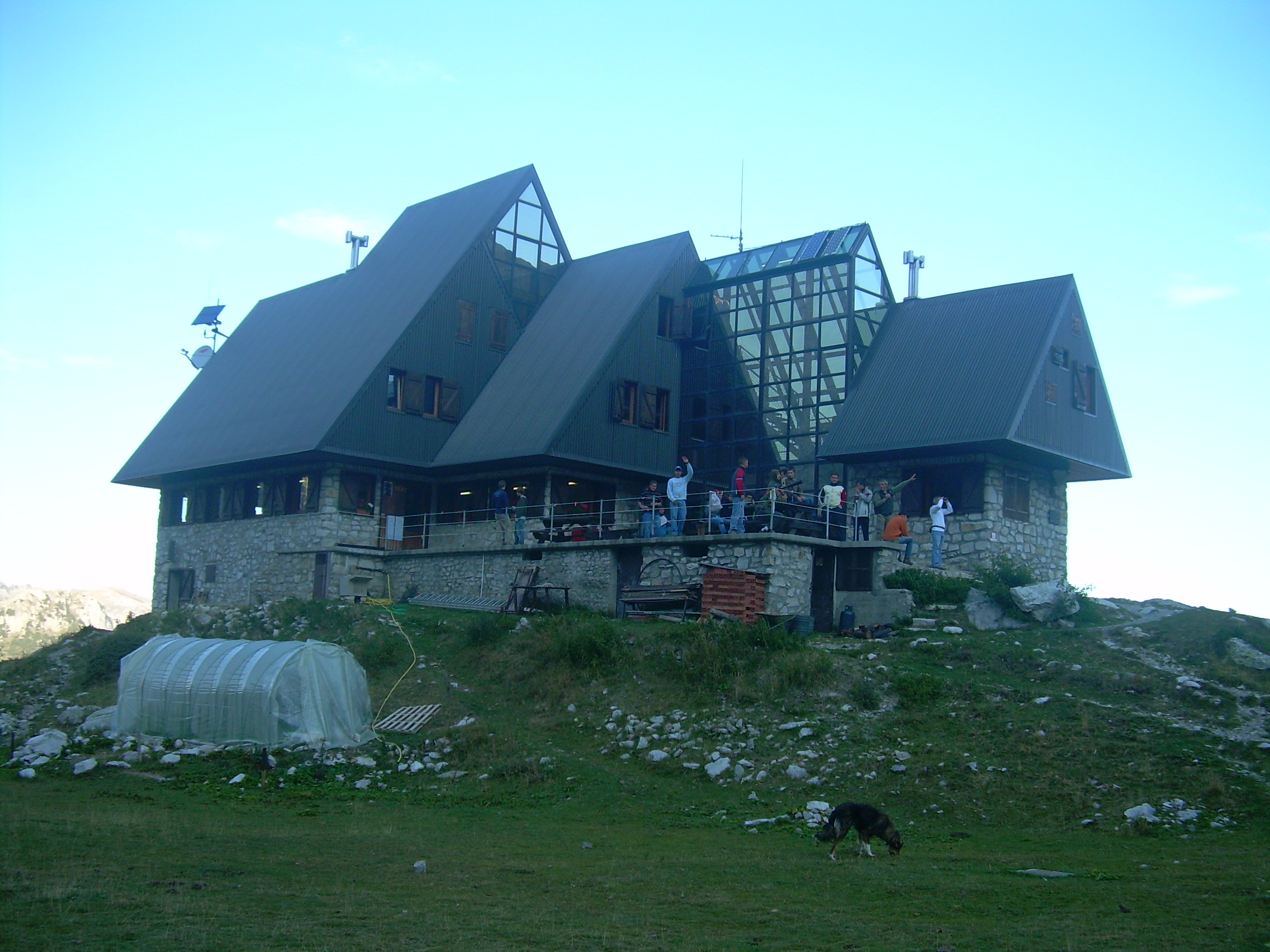
Il rifugio Piero Garelli.
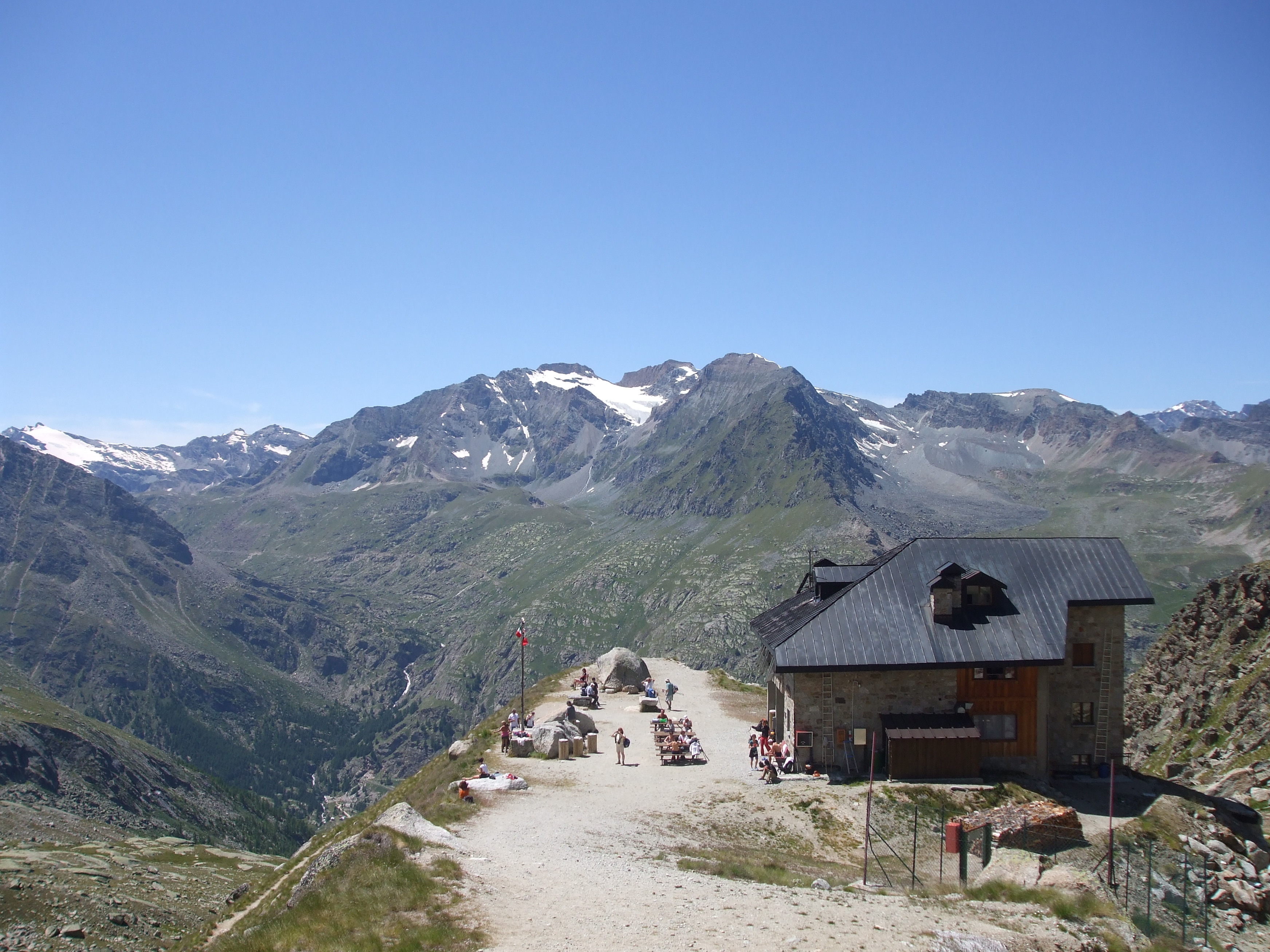
Il rifugio Federico Chabod.
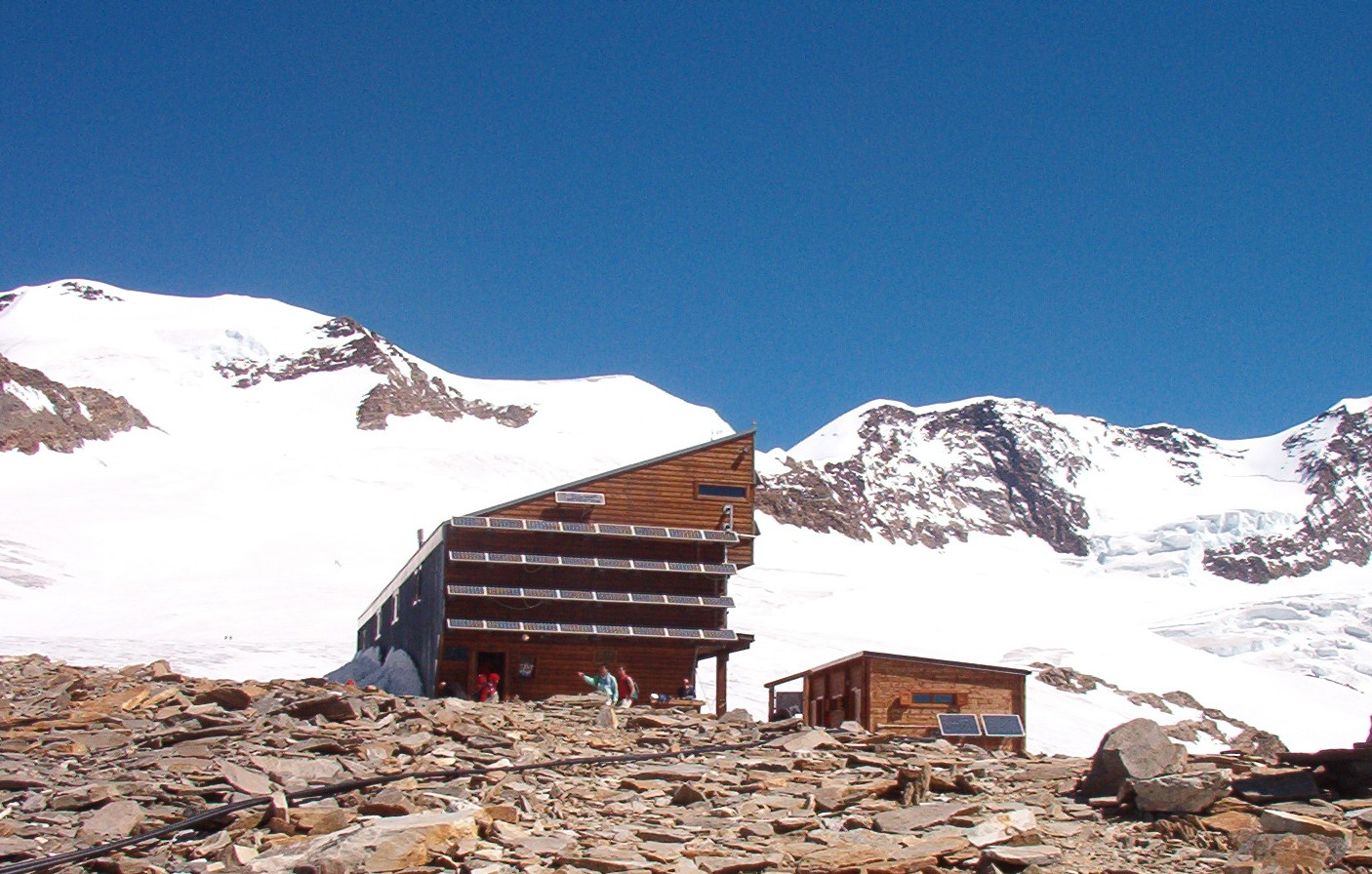
Il rifugio Quintino Sella al Felik.
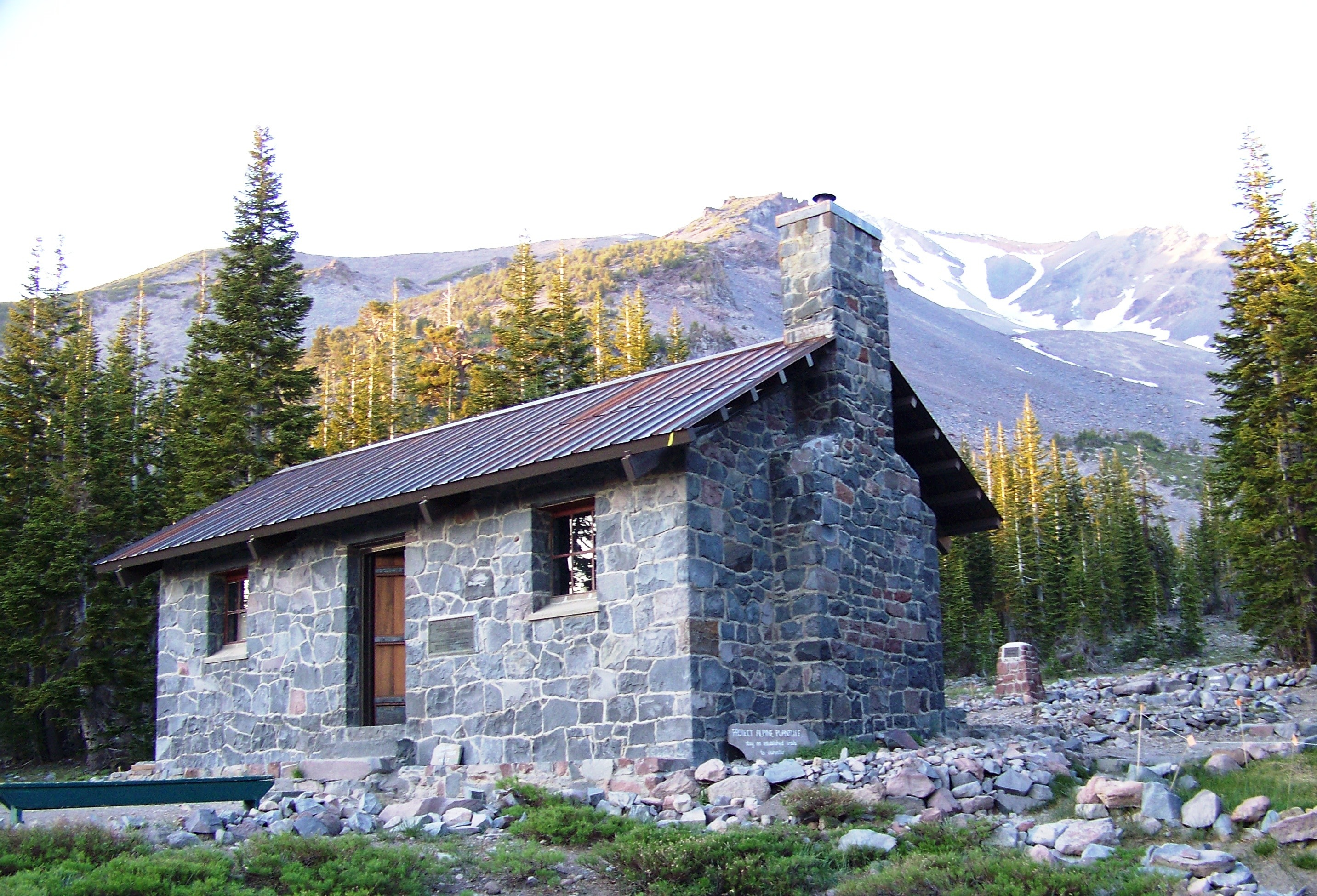
Rifugio Shasta (Shasta Alpine Lodge) sul monte Shasta, California.
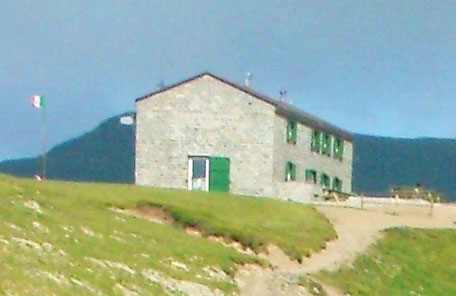
Il rifugio Duca degli Abruzzi, appennino tosco-emiliano.
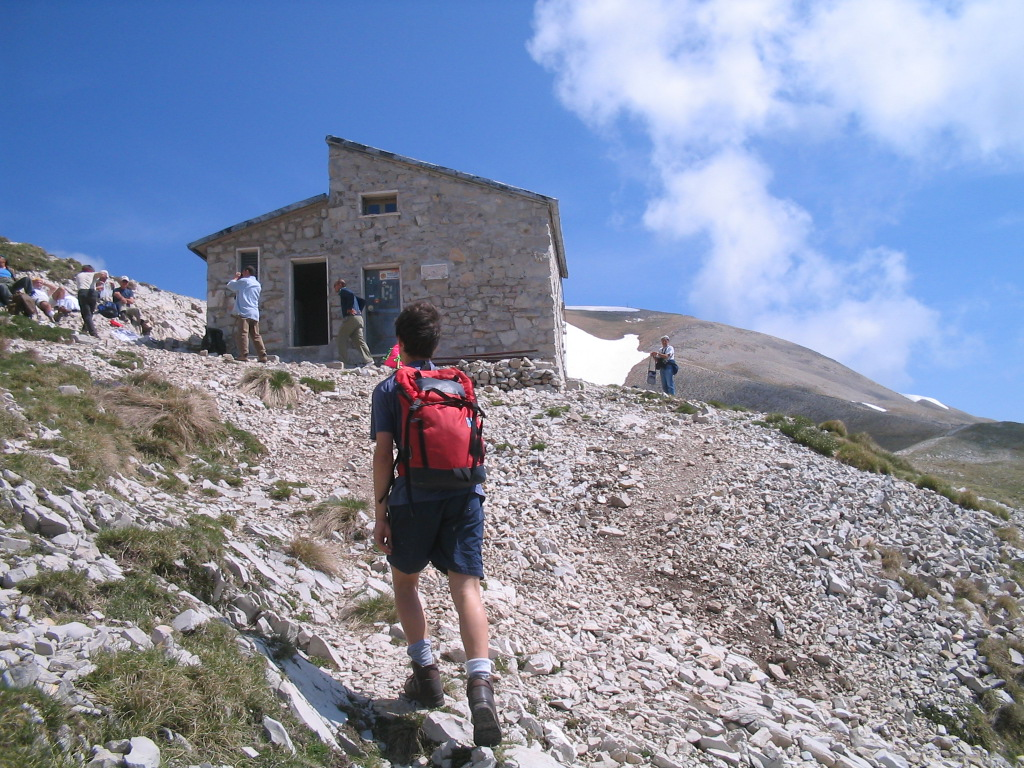
Il rifugio Tito Zilioli sul monte Vettore, appennino umbro-marchigiano.
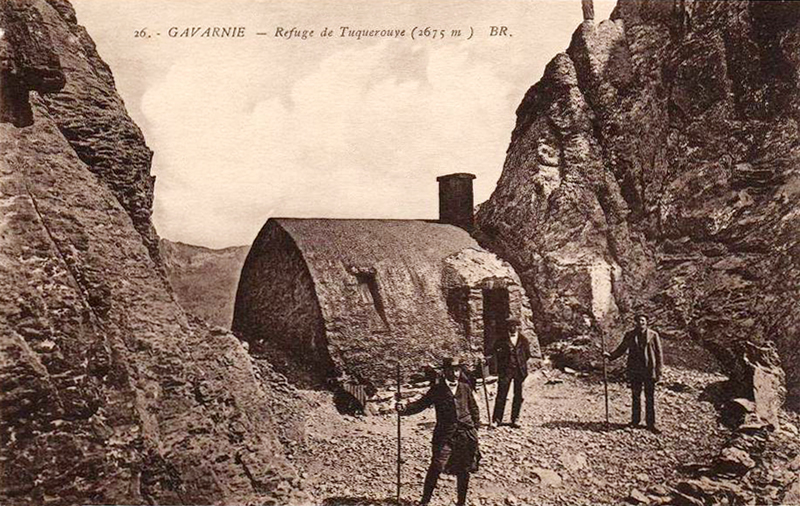
Refuge de Tuquerouy presso Gavarnie, Pirenei, inizio del XX secolo.
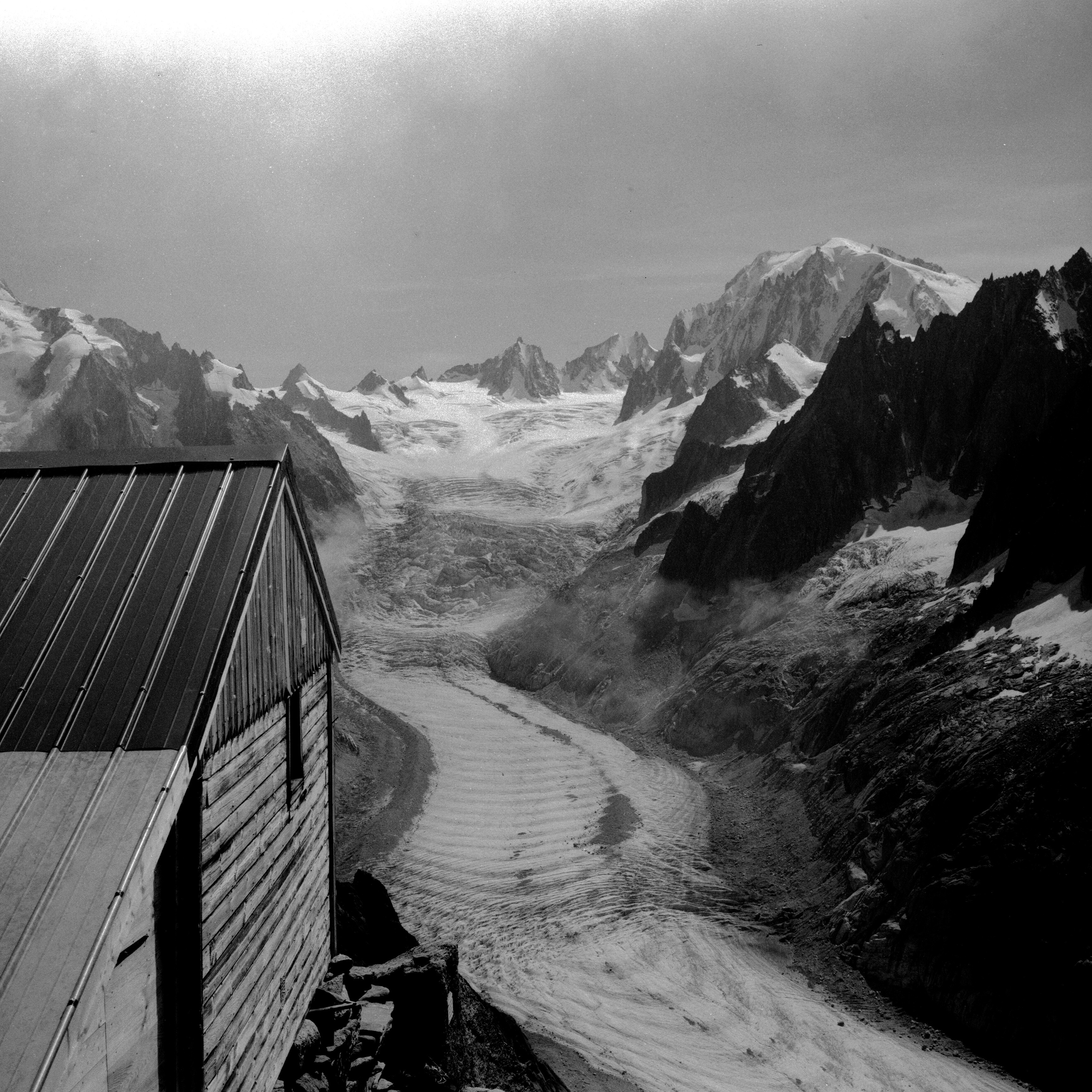
Refuge de la Charpoua.
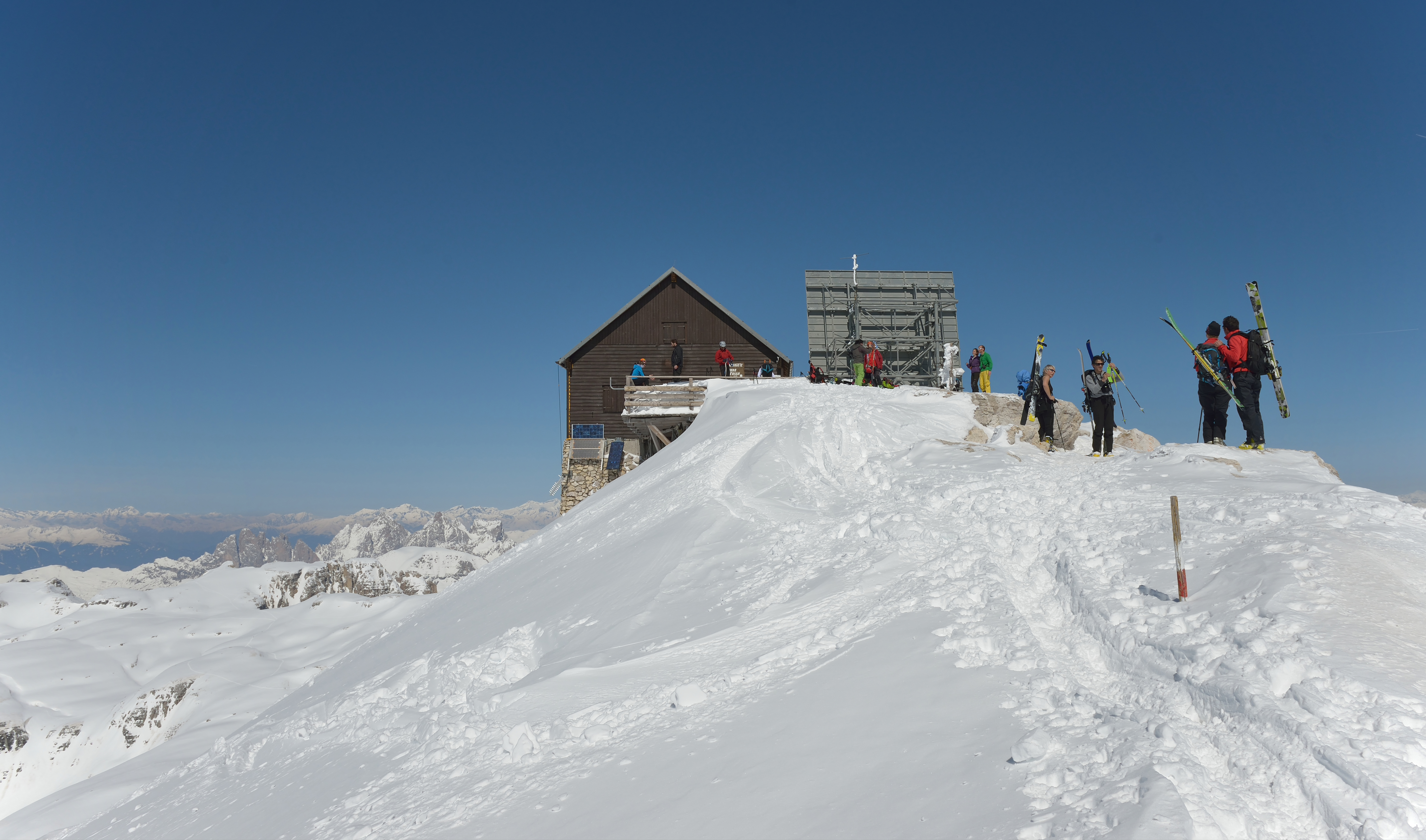
La Capanna Fassa sul Piz Boè nel gruppo del Sella.
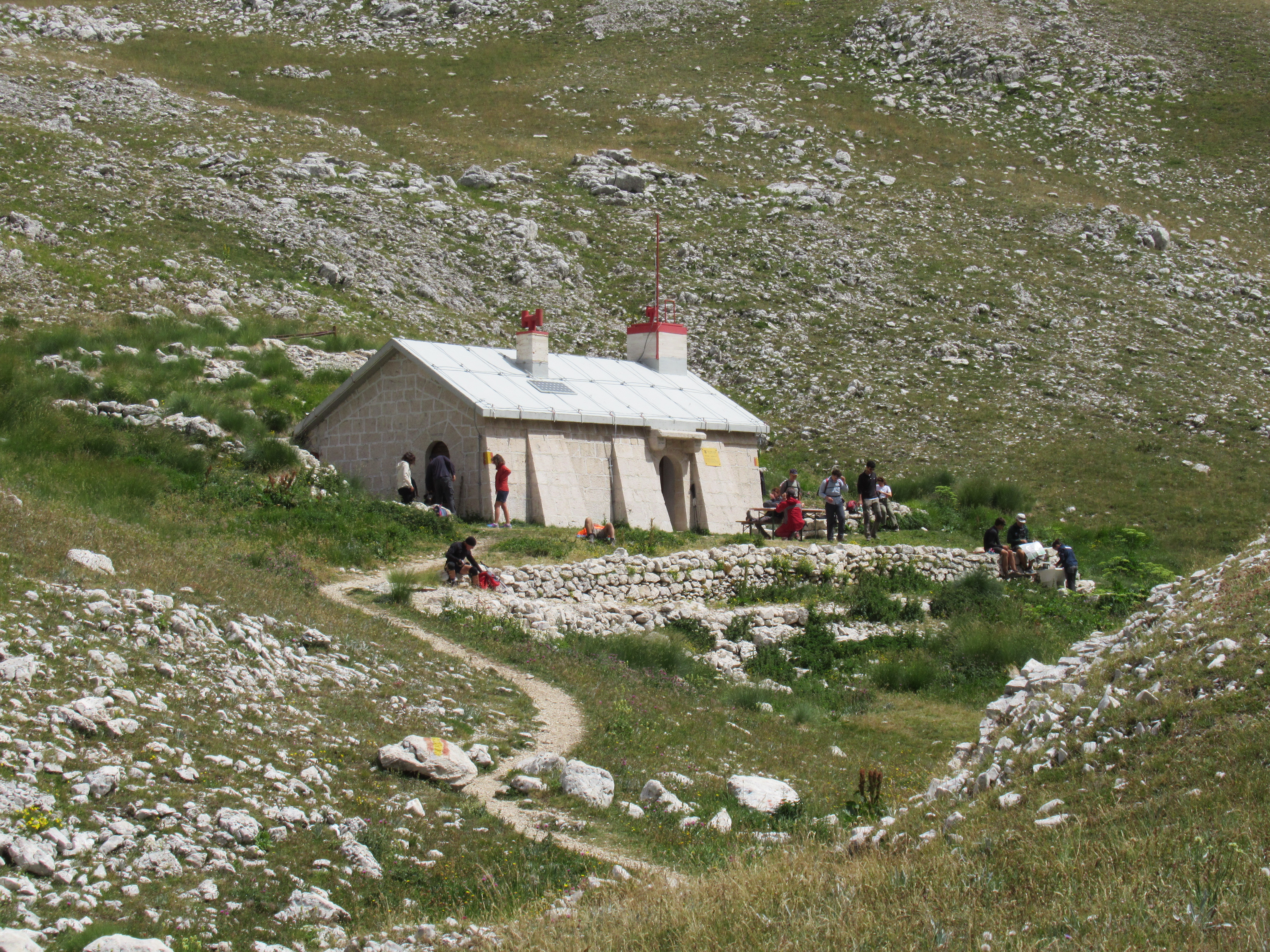
Rifugio Giuseppe Garibaldi (Gran Sasso)